# Kewaunee
Kewaunee es una ciudad ubicada en el condado de Kewaunee en el estado estadounidense de Wisconsin. En el Censo de 2010 tenía una población de 2.952 habitantes y una densidad poblacional de 265,68 personas por km².

## Geografía
Kewaunee se encuentra ubicada en las coordenadas 44°27′34″N 87°30′39″O / 44.45944, -87.51083. Según la Oficina del Censo de los Estados Unidos, Kewaunee tiene una superficie total de 11.11 km², de la cual 9.17 km² corresponden a tierra firme y (17.48%) 1.94 km² es agua.

## Demografía
Según el censo de 2010, había 2.952 personas residiendo en Kewaunee. La densidad de población era de 265,68 hab./km². De los 2.952 habitantes, Kewaunee estaba compuesto por el 96.65% blancos, el 0.3% eran afroamericanos, el 0.34% eran amerindios, el 0.44% eran asiáticos, el 0.03% eran isleños del Pacífico, el 1.12% eran de otras razas y el 1.12% pertenecían a dos o más razas. Del total de la población el 1.8% eran hispanos o latinos de cualquier raza.